# Hercule Audiffret
Hercule Audiffret (15 mai 1603 - 6 ou 16 avril 1659), également connu sous le nom de "Père Hercule",, est un orateur français, écrivain religieux et supérieur général de la Congrégation des Doctrinaires. Il est l'oncle maternel d'Esprit Fléchier.

## Biographie
Hercule Audiffret nait à Carpentras, fils de Pancrace Audifret et d'Esprite Dambrun.
Hercule Audiffret entre à la Congrégation des Doctrinaires en 1620,.
Il est le premier supérieur général de la Congrégation des Doctrinaires de 1647 à 1653, après la séparation de la Congrégation des Pères Somascans.
Il meurt à Paris.

## Principales œuvres
- Lettres à Philandre (1637-1638)
  - Recueil de 16 lettres adressées à Valentin Conrart, premier secrétaire perpétuel de l'Académie française, par Hercule Audiffret, alors qu'il séjournait à Grasse chez l'évêque Antoine Godeau (décembre 1637 à juin 1638)[1],[2],[5]
  - Le Père Hercule, Georges Couton (dir.) et Yves Giraud (dir.), Lettres a Philandre (1637-1638), Editions Universitaires, Fribourg, 1975 (ISBN 9783727801297)
- Questions et explications spirituelles et curieuses, sur le psautier et divers psaumes de David (1668)[4]
- Ouvrages de piété. Instructions chrétiennes et religieuses (1675)[4]
- Oraison funèbre de Marguerite de Montmorency, princesse de Condé[4]
- Oraison funèbre du Duc de Candale[4]